# 谷口雄也
谷口 雄也（たにぐち ゆうや、1992年6月1日 - ）は、三重県四日市市出身の元プロ野球選手（外野手）。右投左打。愛称は「谷口きゅん」。

## 経歴

### プロ入り前
小学1年時から軟式野球を始め、6年時は四日市トップエースに所属。中学時代も、同チームの中学部でプレー。2年時の春に全国大会準優勝を果たす。
愛工大名電高校時代は三塁手のレギュラー。2年時の夏は愛知大会ベスト8。2年時の秋には、一時遊撃手を任されたが送球が安定しなかったため、県大会以降は中堅手に転向した。3年時の夏は外野手だけでなく投手も務めたが5回戦で敗退。甲子園出場はなかった。高校通算44本塁打。高校の2学年先輩にSKE48の元メンバーの高田志織、2学年後輩に濱田達郎がいる。
2010年10月28日、プロ野球ドラフト会議にて北海道日本ハムファイターズから5位指名を受けた。11月20日、契約金2000万円、年俸480万円で契約（金額は推定）。

### 日本ハム時代
2011年は二軍で左翼手のレギュラーを勝ち取り、二軍の中では最多の100試合に出場した。
2012年は糸井嘉男が負傷離脱した際に一軍昇格。杉谷拳士との併用で右翼手を務めた他、代打で起用された。
2013年は打率.108と結果を残せず14試合出場に留まった。
2014年には自己最多72試合に出場し打率.268、2本塁打、11打点を記録する。
2015年は岡大海、淺間大基らの台頭もあり48試合出場で打率.243と前年より成績を落とすも、6月2日の広島東洋カープ戦で前田健太からプロ初となる代打本塁打を放ち、前田にとって2015年シーズン最初の被弾となる。
2017年3月、前年から痛みを感じていた右膝の検査をしたところ、右膝前十字靱帯損傷と診断され、3月16日に再建手術を受けた。これにより一軍出場はなかった。
2018年11月20日、背番号を64から4に変更することが発表された。
2021年10月25日、同年限りでの現役引退を発表し、翌26日の埼玉西武ライオンズ戦（札幌ドーム）で引退試合が行われた。7回裏二死無走者の場面で代打出場、森脇亮介から初球の直球をフルスイングし、左前安打を記録して有終の美を飾った。
2022年1月1日より新球場エスコンフィールドHOKKAIDOの所有・運営を行う球団関連会社のファイターズスポーツ&エンターテイメントに入社し、野球の普及や指導業務、新球場のPR事業に携わっている。

## 選手としての特徴
高校通算44本塁打の長打力と50m5秒7の俊足が評価され、高校時代は「イチロー2世」と評価されていた。本人は中距離打者と自認している。

## 人物
小顔で童顔である。2014年2月に行われた千葉ロッテマリーンズとのオープン戦、韓国・LGツインズとの練習試合で本塁打を放つ活躍を見せると、「かわいすぎるスラッガー」との見出しがスポーツ紙に躍った。ファンからは女優の剛力彩芽似との指摘があるが、本人はやんわりと否定している。なお、剛力は谷口のことを認識しており、2014年の日ハムのファン感謝デーに出演した同じ事務所に所属するタレントを介して、谷口にエールを送っている。2017年に、バラエティ特番『ジョブチューン』で初共演を果たした。
2014年夏頃、日本ハム応援団が谷口の応援歌を発表。
2022年、「今はSNS時代です。でも『戦力外』を簡単に予想しているのだけは許せなかった」とSNSでの戦力外予想に苦言を呈している。
2023年7月7日、女優でタレント、元女子プロ野球選手の椿梨央との結婚を発表した。

## 詳細情報

### 年度別打撃成績
| 年 度     | 球 団     | 試 合 | 打 席 | 打 数 | 得 点 | 安 打 | 二 塁 打 | 三 塁 打 | 本 塁 打 | 塁 打 | 打 点 | 盗 塁 | 盗 塁 死 | 犠 打 | 犠 飛 | 四 球 | 敬 遠 | 死 球 | 三 振 | 併 殺 打 | 打 率 | 出 塁 率 | 長 打 率 | O P S |
| --------- | --------- | ----- | ----- | ----- | ----- | ----- | -------- | -------- | -------- | ----- | ----- | ----- | -------- | ----- | ----- | ----- | ----- | ----- | ----- | -------- | ----- | -------- | -------- | ----- |
| 2012      | 日本ハム  | 4     | 6     | 5     | 0     | 2     | 1        | 0        | 0        | 3     | 1     | 0     | 0        | 1     | 0     | 0     | 0     | 0     | 2     | 0        | .400  | .400     | .600     | 1.000 |
| 2013      | 日本ハム  | 14    | 43    | 37    | 3     | 4     | 1        | 0        | 0        | 5     | 0     | 0     | 0        | 2     | 0     | 4     | 0     | 0     | 11    | 0        | .108  | .195     | .135     | .330  |
| 2014      | 日本ハム  | 72    | 175   | 164   | 18    | 44    | 7        | 1        | 2        | 59    | 11    | 3     | 1        | 2     | 0     | 9     | 1     | 0     | 56    | 0        | .268  | .306     | .360     | .666  |
| 2015      | 日本ハム  | 48    | 124   | 107   | 15    | 26    | 5        | 0        | 2        | 37    | 10    | 5     | 2        | 1     | 2     | 14    | 0     | 0     | 25    | 3        | .243  | .325     | .346     | .671  |
| 2016      | 日本ハム  | 83    | 211   | 193   | 26    | 49    | 3        | 2        | 1        | 59    | 9     | 7     | 0        | 9     | 0     | 8     | 0     | 1     | 48    | 2        | .254  | .287     | .306     | .593  |
| 2018      | 日本ハム  | 6     | 6     | 6     | 0     | 0     | 0        | 0        | 0        | 0     | 0     | 0     | 0        | 0     | 0     | 0     | 0     | 0     | 2     | 0        | .000  | .000     | .000     | .000  |
| 2019      | 日本ハム  | 30    | 50    | 48    | 4     | 11    | 2        | 0        | 2        | 19    | 10    | 0     | 0        | 0     | 0     | 2     | 0     | 0     | 12    | 1        | .229  | .260     | .396     | .656  |
| 2020      | 日本ハム  | 7     | 9     | 9     | 1     | 2     | 1        | 0        | 0        | 3     | 1     | 0     | 0        | 0     | 0     | 0     | 0     | 0     | 3     | 0        | .222  | .222     | .333     | .556  |
| 2021      | 日本ハム  | 8     | 12    | 12    | 0     | 2     | 0        | 0        | 0        | 2     | 0     | 0     | 0        | 0     | 0     | 0     | 0     | 0     | 5     | 0        | .167  | .167     | .167     | .333  |
| 通算：9年 | 通算：9年 | 272   | 636   | 581   | 67    | 140   | 20       | 3        | 7        | 187   | 42    | 15    | 3        | 15    | 2     | 37    | 1     | 1     | 164   | 6        | .241  | .287     | .322     | .608  |

### 年度別守備成績
| 年 度 | 球 団    | 外野  | 外野  | 外野  | 外野  | 外野  | 外野     |
| 年 度 | 球 団    | 試 合 | 刺 殺 | 補 殺 | 失 策 | 併 殺 | 守 備 率 |
| ----- | -------- | ----- | ----- | ----- | ----- | ----- | -------- |
| 2012  | 日本ハム | 4     | 2     | 1     | 0     | 0     | 1.000    |
| 2013  | 日本ハム | 14    | 15    | 1     | 1     | 0     | .941     |
| 2014  | 日本ハム | 63    | 70    | 3     | 1     | 0     | .986     |
| 2015  | 日本ハム | 39    | 50    | 1     | 0     | 0     | 1.000    |
| 2016  | 日本ハム | 64    | 101   | 3     | 0     | 2     | 1.000    |
| 2018  | 日本ハム | 2     | 0     | 0     | 0     | 0     | ----     |
| 2019  | 日本ハム | 14    | 13    | 0     | 1     | 0     | .929     |
| 2020  | 日本ハム | 2     | 2     | 0     | 0     | 0     | 1.000    |
| 2021  | 日本ハム | 1     | 2     | 0     | 0     | 0     | 1.000    |
| 通算  | 通算     | 203   | 255   | 9     | 3     | 2     | .989     |

### 記録
- 初出場・初先発出場：2012年9月4日、対東北楽天ゴールデンイーグルス22回戦（東京ドーム）、2番・右翼手で先発出場[18][10]
- 初打席：同上、1回裏に美馬学から捕犠打[19]
- 初安打・初打点：2012年9月5日、対東北楽天ゴールデンイーグルス23回戦（東京ドーム）、3回裏に釜田佳直から左中間適時二塁打[10]
- 初盗塁：2014年5月2日、対オリックス・バファローズ7回戦（札幌ドーム）、3回裏に二盗（投手：金子千尋、捕手：伊藤光）
- 初本塁打：2014年7月11日、対福岡ソフトバンクホークス9回戦（札幌ドーム）、6回裏に攝津正から左越ソロ[10]

### 背番号
- 64（2011年 - 2018年）
- 4（2019年 - 2021年）

### 登場曲
- 「サンダーバード-your voice-」V6（2013年 - ）[20]